# Mar Lígure

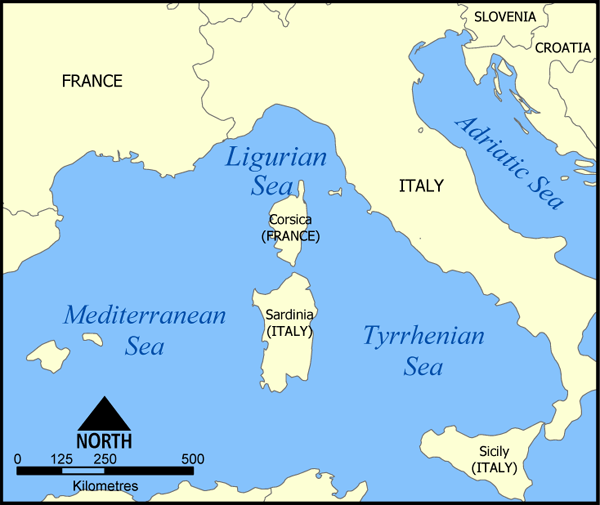
O mar Lígure

O mar Lígure ou mar da Ligúria é uma parte do mar Mediterrâneo entre a Riviera Italiana  (Ligúria e Toscana) e as ilhas da Córsega e Elba.
Este mar toca as costas de Itália, França e Mônaco, sendo Gênova sua mais importante cidade. A costa noroeste e o golfo de Génova são famosos por sua beleza cênica e clima favorável.
O mar Lígure recebe as águas do rio Arno que tem origem nos Apeninos e passa por Florença.